# 東禅寺 (西東京市)
東禅寺（とうぜんじ）は、東京都西東京市住吉町にある曹洞宗の寺。山号は祥髙山と号し、本尊には釈迦如来を祀る。
総本山は静岡県牧之原市の石雲院、本山は東京都東久留米市の浄牧院。西光寺（現総持寺）が宮山から現在地に移転した後は、如意輪寺、寳晃院、寶樹院に当寺を合わせて保谷四軒寺と呼ばれる。

## 歴史
1594年（文禄3年）に前沢村（現・東久留米市）の浄牧院十二世蘭室秀芳和尚の隠居寺として開山され、開基は保谷出雲守直政であったと伝えられる。また、境内には保谷出雲守直政のものとされる墓石が残されている。

## 文化財
六地蔵菩薩立像 - 西東京市指定文化財第37号
幕末の1860年（万延元年）に上保谷村の東禅寺の檀家信徒たちの念仏講が建立したもの（基段に「上保谷村念仏講中」とある）。

## 交通
西武池袋線ひばりヶ丘駅から徒歩13分。

## ギャラリー

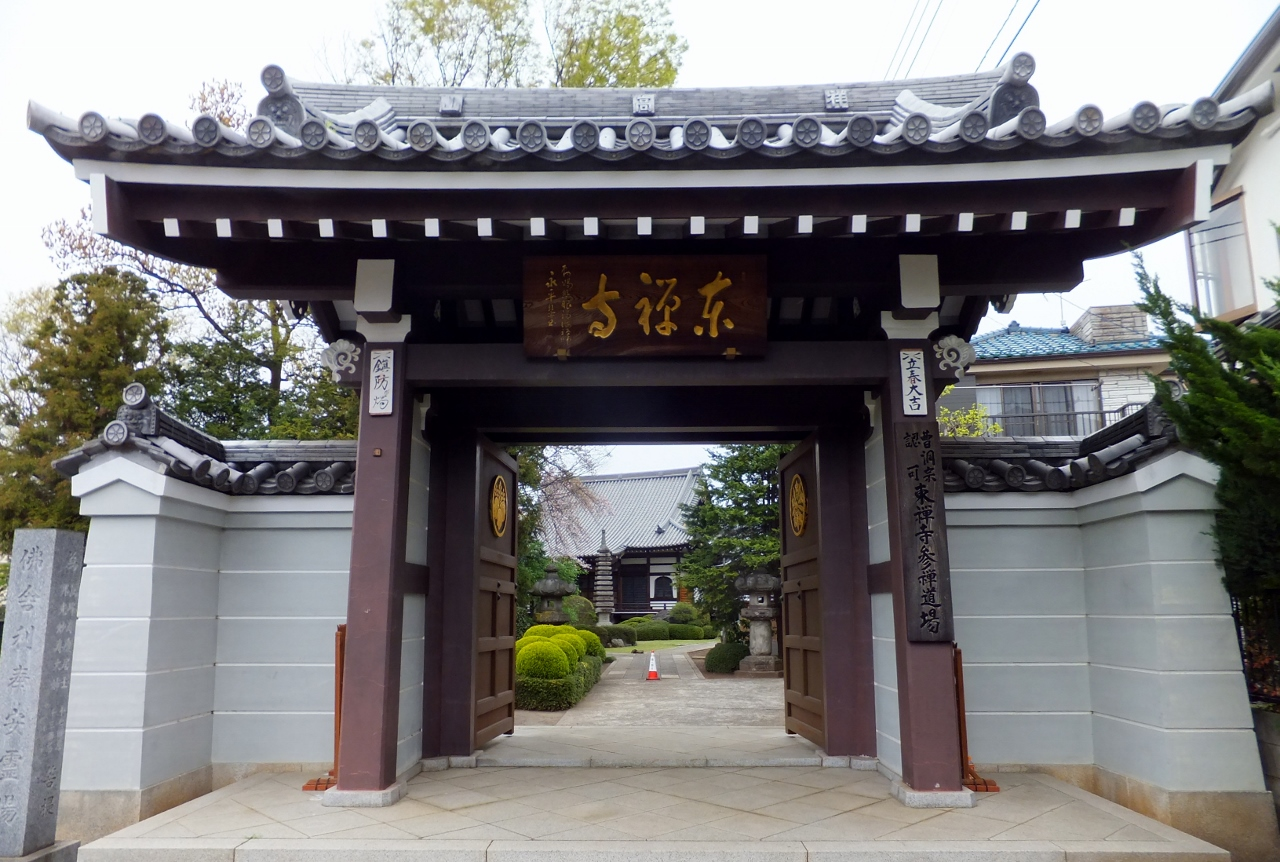
山門 （2016年4月10日撮影）
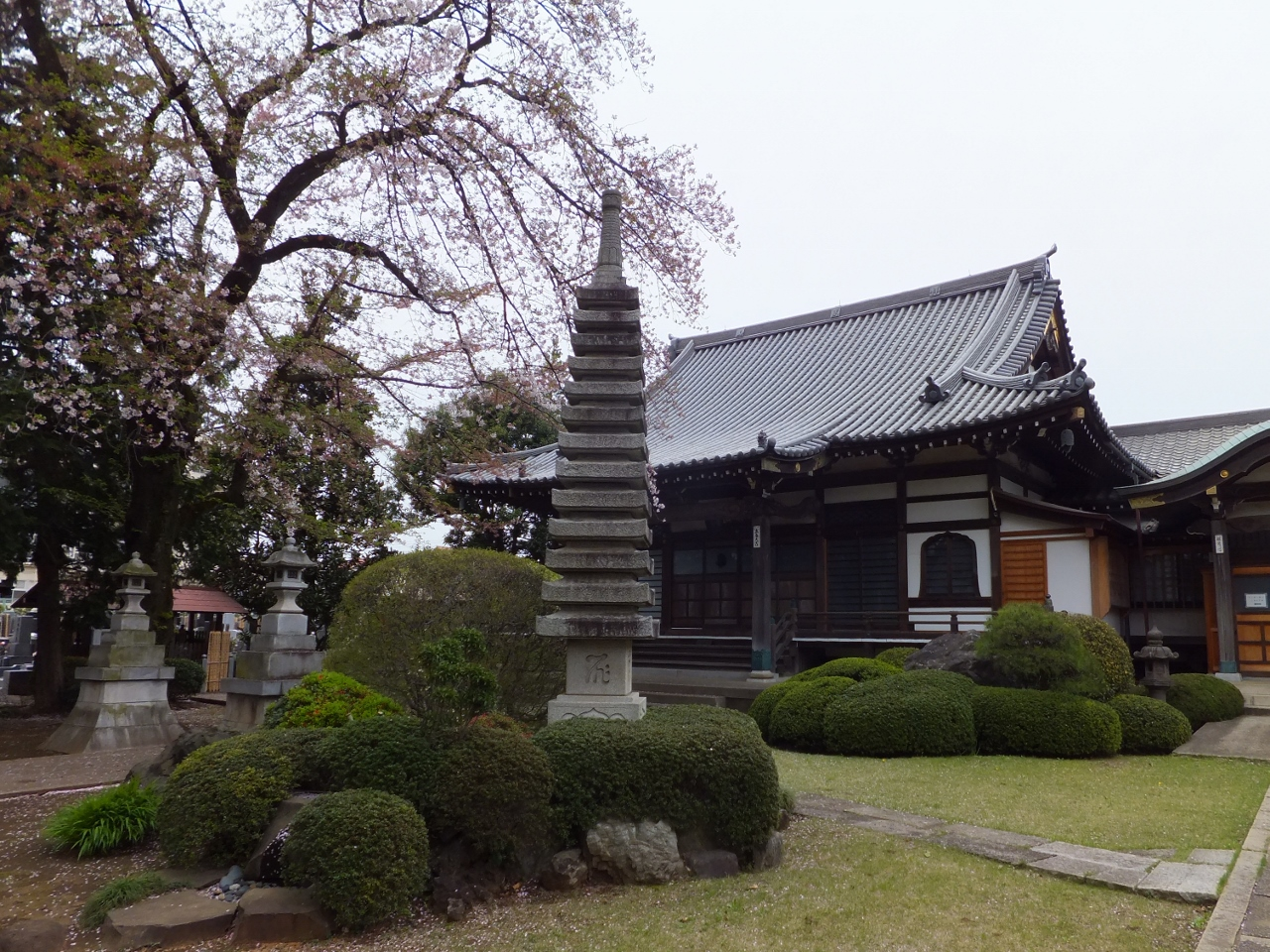
境内 （2016年4月10日撮影）
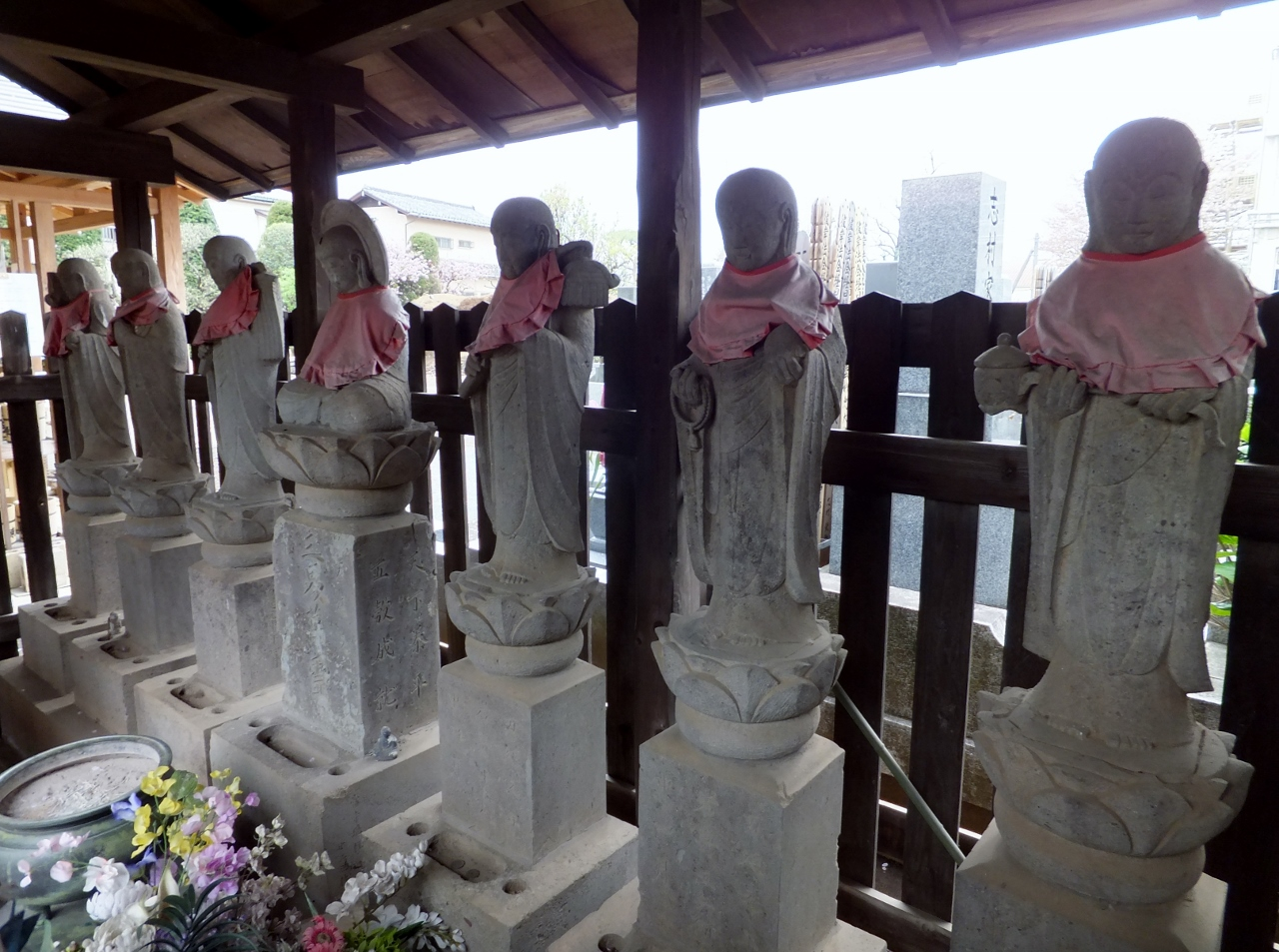
六地蔵菩薩立像 （2016年4月10日撮影）
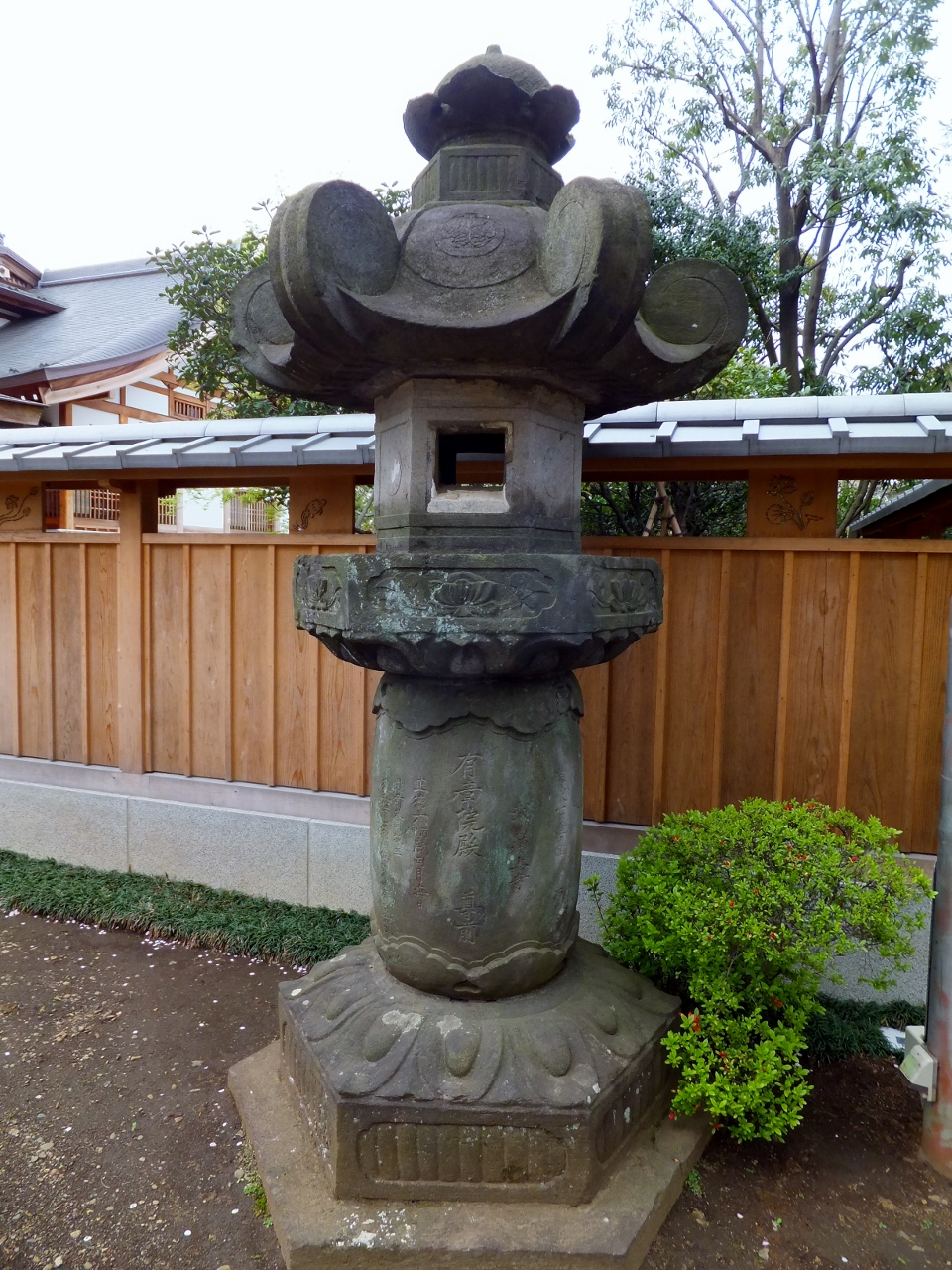
石燈籠 （2016年4月10日撮影）